# Ада Сари
Ада Сари (пол. Ada Sari, настоящее имя − пол. Jadwiga Szajerówna; 1886—1968) — польская оперная певица (сопрано), актриса и педагог.

## Биография
Родилась 29 июня 1886 года в городе Вадовице, Галиция в семье адвоката. Когда ей было три года, семья переехала в город Старый Сонч.
После завершения начального образования изучала теорию музыки и пения в Цешине и Кракове. В 1905 году поступила в частную музыкальную школу в Вене, затем училась в музыкальной академии в Варшаве, с 1907 по 1909 год училась в Милане у Антонио Рупника, после 1909 года — в Риме.
Её дебют состоялся в начале XX века. За свою карьеру оперной певицы выступала в известнейших оперных театрах мира, включая Ла Скала.
В её репертуар входили партии из опер Вагнера, Верди, Гуно.
Между 1929 и 1965 годами периодически работала в городе Марианске-Лазне.
Во время Второй мировой войны проживала в Варшаве и посвятила себя преподавательской деятельности. Ее ученицами были Галина Мицкевичовна де Ларзак, Богна Сокорска, Уршула Травиньска-Мороз, Нина Стано, Мария Фолтын, Здислава Донат и Лидия Клобуцка. После войны она ненадолго вернулась на оперную сцену, но преподаванию отдавала большую часть жизни. Изначально преподавала в Краковской консерватории, а затем в Государственном высшем музыкальном училище в Варшаве.
Умерла от сердечного приступа 12 июля 1968 года в городе Цехоцинек, Польша.

## Память

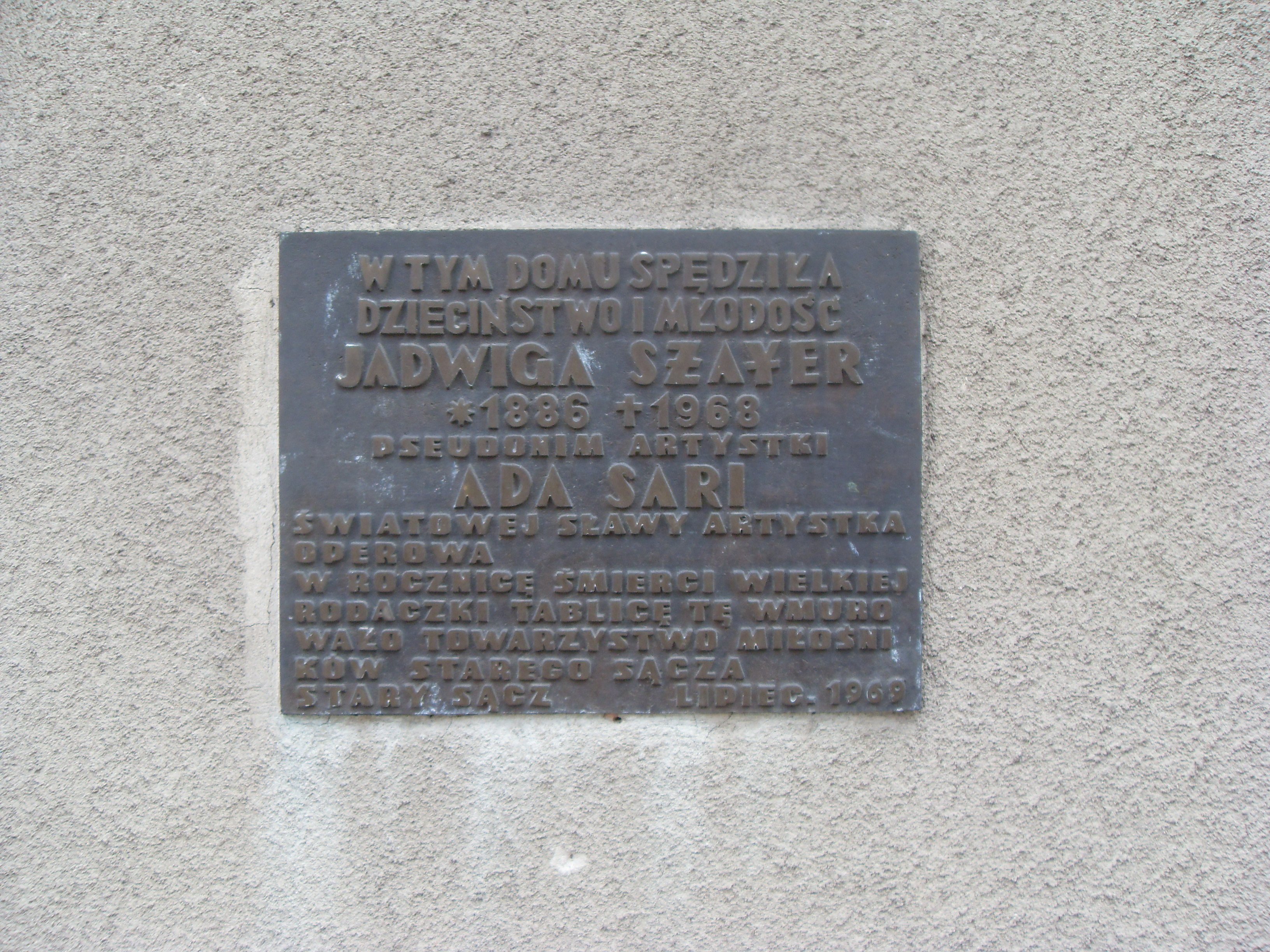
Памятная доска в Старом Сонче

- На доме в Старом Сонче, где жила певица, установлена мемориальная доска.
- В Польше (город Новы-Сонч) проводится международный фестиваль имени Ады Сари[7].